# 黃山炮臺山
黃山炮臺山位於重慶市南岸區黃山，文物遺址年代為1938--1945年。2013年3月5日列為第七批全國重點文物保護單位。炮台山原為抗戰時期高炮防空陣地，現僅能看清壕溝。